# Telmatobius stephani
Telmatobius stephani és una espècie de granota que viu a l'Argentina.
Està amenaçada d'extinció per la pèrdua del seu hàbitat natural.